# Нью-Брансуикский музей
Нью-Брансуикский музей (англ. New Brunswick Museum) — провинциальный музей в Сент-Джоне провинции Нью-Брансуик (Канада), старейший постоянно действующий музей Канады, входит в городской исторический заповедник Тринити-Ройял. Открыт как провинциальный музей в 1929 году и получил своё нынешнее название в 1930 году, но история музея уходит корнями в гораздо более далекую историю. Его происхождение можно проследить ещё на 88 лет до 1842 года и до работ изобретателя керосина доктора Абрахама Геснера.

## История
Музей естественной истории, предшественник музея Нью-Брансуика, был открыт 5 апреля 1842 года Абрахамом Геснером в одной из комнат Института механики на Карлтон-стрит в Сент-Джоне. Из-за финансовых проблем Геснера в 1843 году коллекция музея перешла к кредиторам, которые, в свою очередь, подарили её Механическому институту Святого Иоанна.
В 1846 году музей получил название Музей Института механики. В музее имелась «большая и ценная коллекция минералов, большое разнообразие зоологических образцов, а также множество китайских, индийских и других диковинок».
Когда Институт механики закрылся в 1890 году, Общество естествознания Нью-Брансуика приобрело коллекцию, и музей был перемещён сначала в новое здание рынка, а затем, в 1906 году, на Юнион-стрит, 72. Под опекой его куратора, а затем директора, энтомолога доктора Уильяма Макинтоша, коллекции и деятельность музея расширились, что потребовало нового здания. В 1934 году премьер-министр Канады Ричард Беннетт официально открыл новый провинциальный музей на Дуглас-авеню.
С 1942 года музей принадлежит и финансируется провинцией Нью-Брансуик. Кроме крупной естественнонаучной коллекции, музей включает одну из крупнейших в атлантических провинциях Канады коллекций декоративного искусства XIX века и канадианы.
К 1992 году музей перерос своё расположение на Дуглас-авеню. В апреле 1996 года Нью-Брансуикский музей был перенесён в Выставочный центр на Market Square в пригороде Сент-Джона. Выставочный центр имеет 6 тыс. м² выставочных площадей и широкий спектр общественных программ. Центральная коллекция, архив, исследовательская библиотека и головной офис остались на Дуглас-авеню.

## Галерея

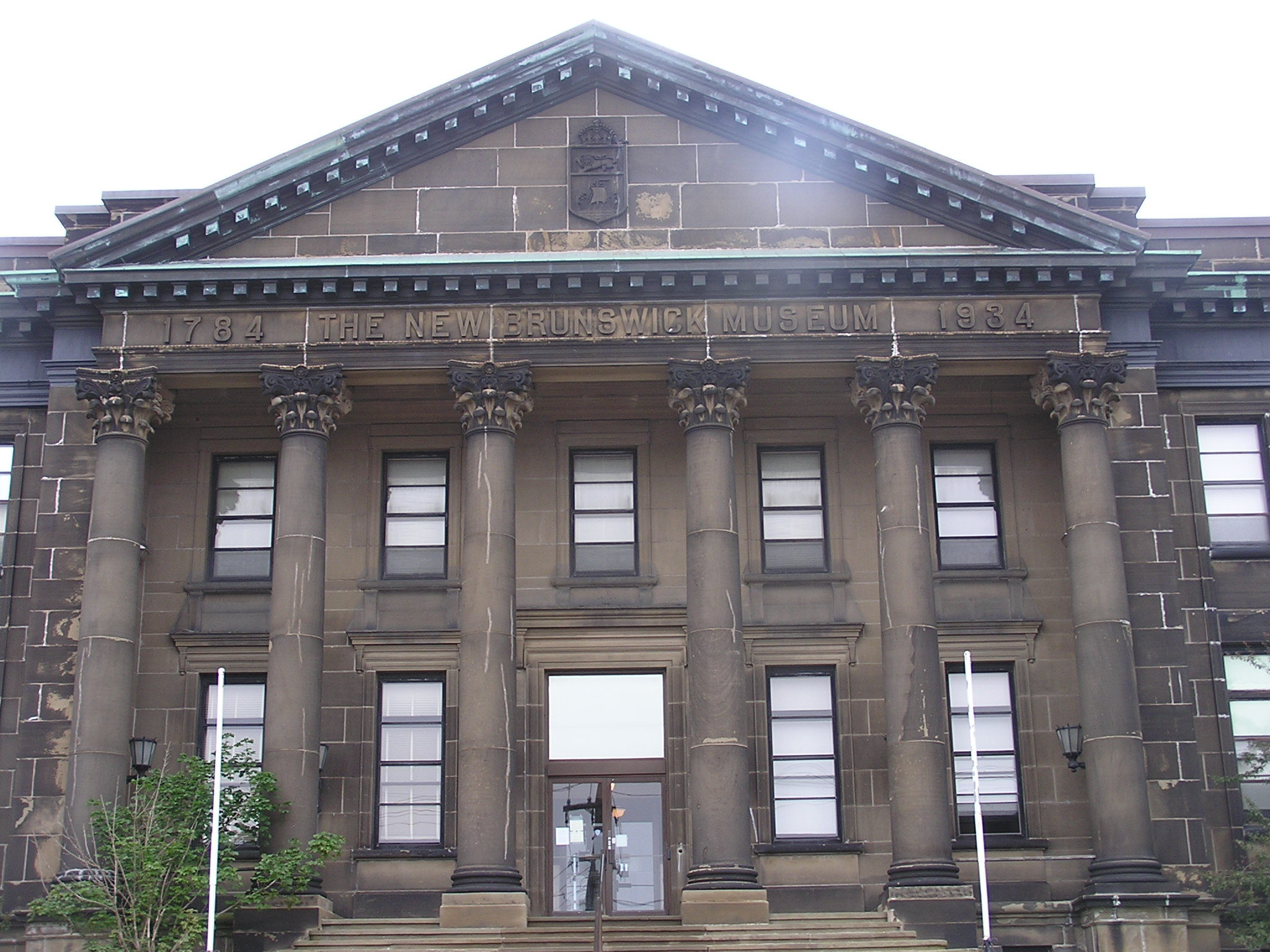
Вход в музей на Дуглас-авеню
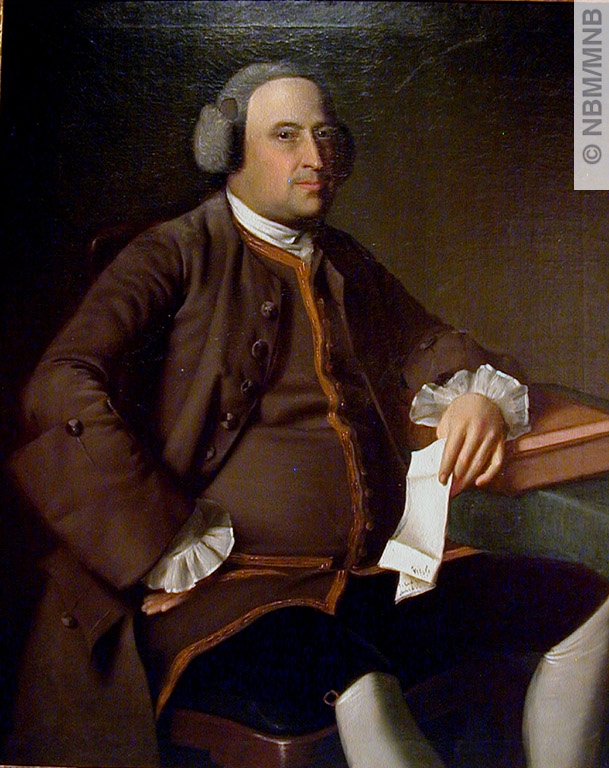
«Полковник Джон Мюррей», Джон Синглтон Копли (ок. 1763)
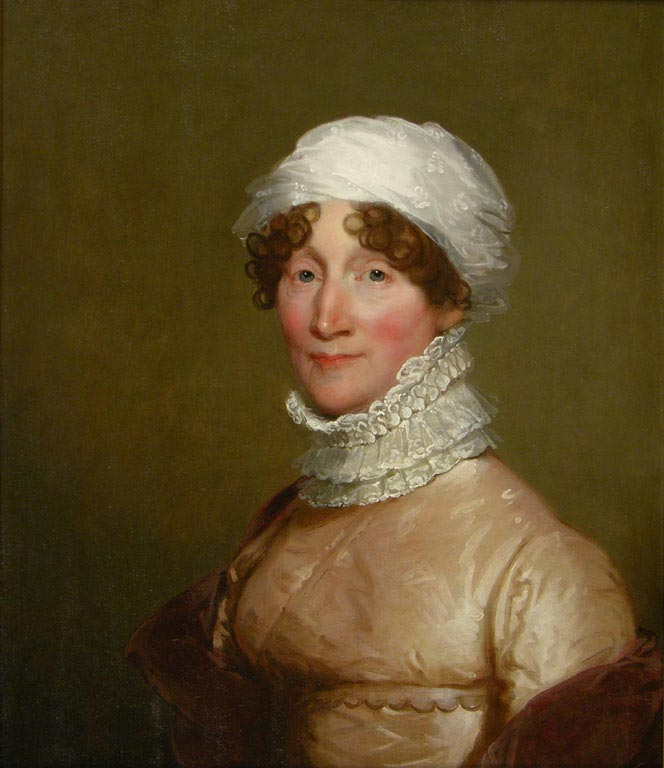
«Портрет Элизабет Хейзен», Гилберт Стюарт (1817)
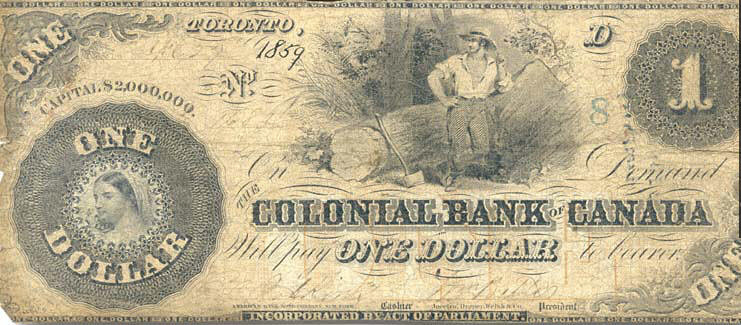
Банкнота Один доллар Колониального банка Канады, 1859
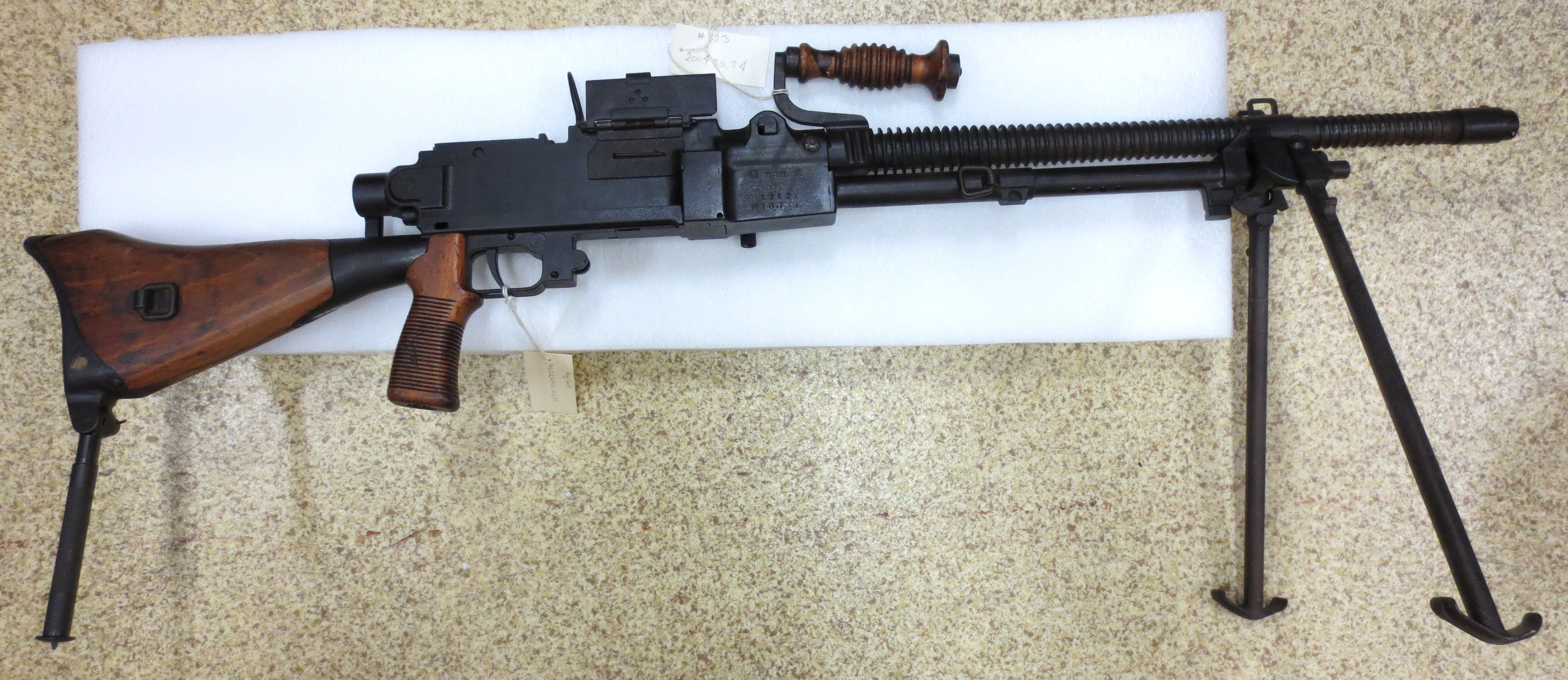
Японский пулемёт Тип 99 (1939)